# Cá ngừ vằn
Cá ngừ vằn (Danh pháp khoa học: Katsuwonus pelamis), là một loài cá ngừ trong Họ Cá thu ngừ (Scombridae). Cá ngừ vằn còn được gọi là aku, cá ngừ Bắc Cực, cá ngừ đại dương, cá ngừ sọc. Cá ngừ vằn là loại cá lớn, chúng phát triển kích thước lên đến 1 m (3 ft). Nó là một loại cá biển được tìm thấy ở vùng biển nhiệt đới và ôn đới ấm và là một loài cá có giá trị kinh tế với vai trò là một loài rất quan trọng đối với ngành đánh bắt thủy sản.

## Đặc điểm
Cá thân hình thoi, lát cắt ngang thân gần tròn. Đầu nhọn, miệng hơi xiên, hai vây lưng sát nhau. Vây lưng thứ nhất có các tia vây trước cao, sau thấp dần tạo thành dạng lõm tròn. Thân không phủ vẩy trừ phần giáp ngực. lưng màu xanh thẫm, bụng màu trắng bạc. các viền vây lưng, bụng, ngực có màu bạc trắng, dọc theo lườn bụng có 3-5 sọc đen to gần song song với nhau. Đường bên uốn xuống sau vây lưng thứ 2. Chiều dài trung bình của cá từ 36 – 60 cm, khối lượng thường gặp từ 1 – 6 kg, con lớn nhất 25 kg. 

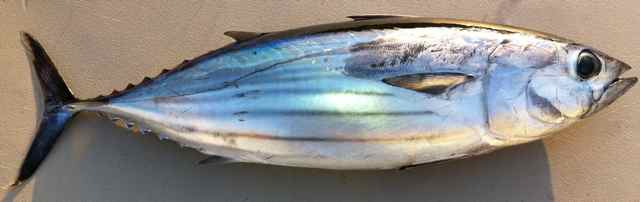
Cá bột

Sau khi cá bột trưởng thành, chúng nhanh chóng bơi ra thành cá biển, phổ biến ở vùng nhiệt đới trên khắp thế giới, nơi mà nó sinh sống trong vùng nước bề mặt bãi cát ngầm lớn (lên đến 50.000 con cá). Chúng ăn cá, động vật giáp xác, động vật thân mềm và là một con mồi quan trọng đối với loài cá mập. Cá không có vảy, ngoại trừ trên đường bên và bộ da bọc thân trên. Chúng có chiều dài trung bình thân lên đến 80 cm (31 in) và trọng lượng từ 8–10 kg (18-22 lb). Chiều dài tối đa của nó có thể lên đến 108 cm (43 in) và trọng lượng tối đa có thể đạt 34,5 kg (76 lb), tuổi thọ tiềm năng của từ 8 đến 12 năm. Cá đẻ trứng diễn ra quanh năm ở vùng biển xích đạo, cá bột có kích thước khoảng 45 cm (18 in).
Loài cá này được phân bố rộng ở vùng nhiệt đới và ôn đới của các đại dương, gặp nhiều ở biển Nam Phi, Australia, Nhật Bản, Malaysia, Inđônêsia, Philippin, Trung Quốc, Ấn Độ, Sri Lanka. Ở Việt Nam, phân bố từ vịnh Bắc Bộ đến vịnh Thái Lan, nhưng thường xuyên gặp ở vùng biển miền Trung và nhiều ở vùng biển khơi. Cá ngừ vằn là loài cá nhỏ đi thành đàn với mật độ lớn ở vùng khơi, đôi khi vào gần bờ để kiếm ăn, thường đi lẫn với cá ngừ ồ và cá ngừ chù.

## Khai thác

### Trên thế giới

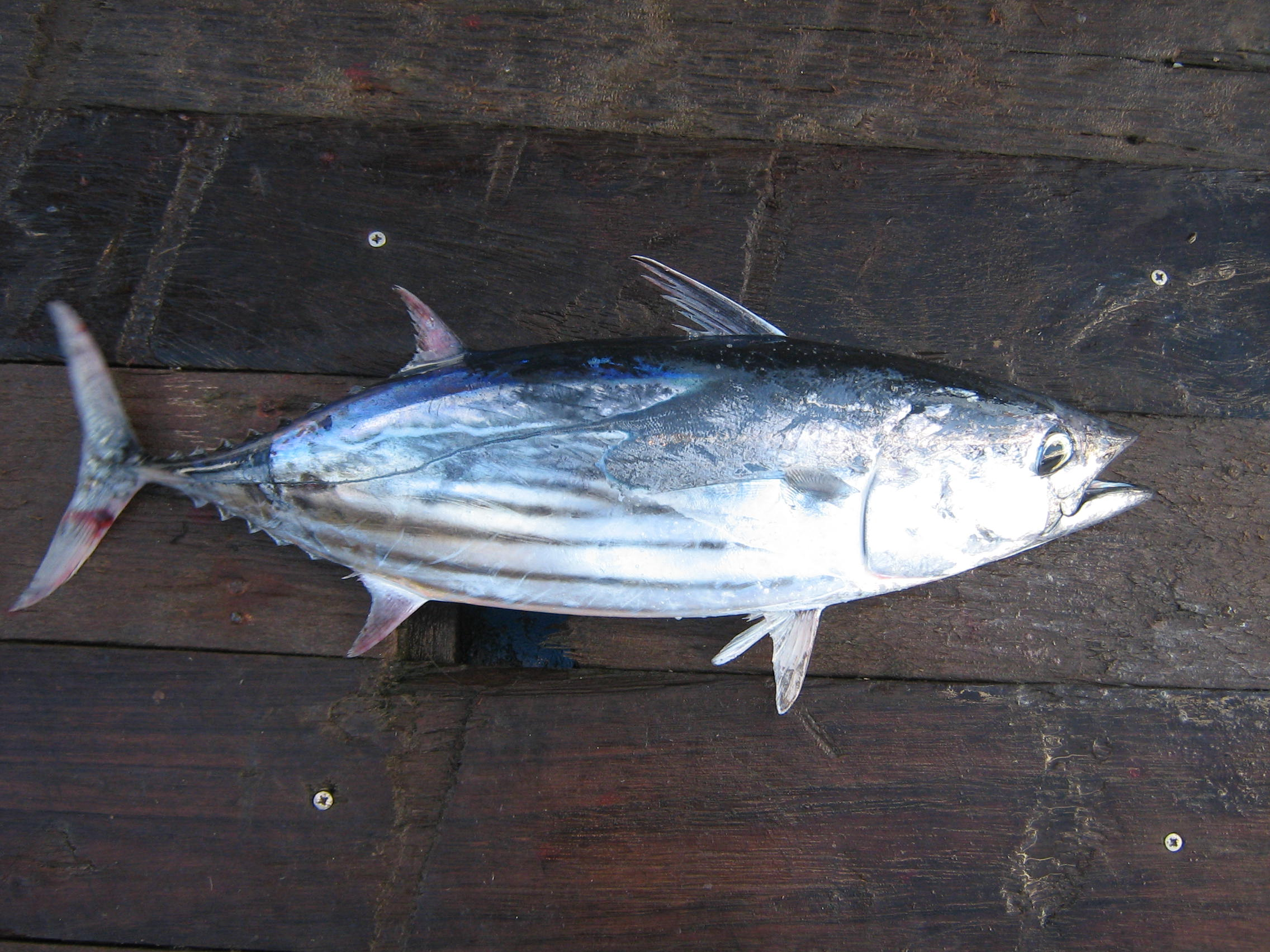
Cá ngừ vằn

Cá ngừ văn là loài cá thương mại quan trọng, thường đánh bắt sử dụng lưới vây, và được bán tươi, đông lạnh, đóng hộp, sấy khô, ướp muối, và hun khói. Với sản lượng khai thác gần 2,6 triệu tấn, đó là loài cá quan trong thứ hai của thế giới trong năm 2009. Các quốc gia có sản lượng đánh bắt cá ngừ vằn rất lớn bao gồm Maldives, Pháp, Tây Ban Nha, Malaysia, Sri Lanka và Indonesia, ngoài ra còn có Thái Lan, Ecuador, Việt Nam.
Vùng biển Trung và Tây Thái Bình Dương là ngư trường khai thác cá ngừ vằn lớn nhất thế giới, kéo dài từ phía đông Philippines đến Micronesia. Từ khu vực này, cá ngừ vằn và các loài thủy sản khác di chuyển theo hướng bắc đến bờ biển của Nhật Bản. Tổ chức WCPFC từng dự kiến cắt giảm 30% sản lượng đánh bắt cá ngừ vằn tại Thái Bình Dương, họ cố gắng để giảm bớt 100.000 tấn cá ngừ vằn bị đánh bắt. Dù có nhiều tàu khai thác hơn, hoạt động đánh bắt cá vẫn khó khăn hơn trước đây, sản lượng khai thác cá ngừ vằn vẫn giảm. Vì vậy tổ chức cần phải tìm cách để giảm sản lượng đánh bắt cá ngừ vằn xuống, cũng như sản lượng đánh bắt cá ngừ vây vàng.
Năm 2013, sản lượng cá ngừ tại Thái Bình Dương tăng do cá ngừ vằn Thái Bình Dương di cư về hướng đông. Tổng sản lượng khai thác hàng năm cá ngừ vằn và cá ngừ khác từ Trung Tây Thái Bình Dương đạt mức cao 2,5 triệu tấn. Những thay đổi liên quan đến dòng hải lưu, nhiệt độ nước, nồng độ oxy hòa tan và nguồn dinh dưỡng của khu vực Thái Bình Dương ảnh hưởng đến sự phân bố của cá ngừ. Những thay đổi này ảnh hưởng đến nơi sinh sản của cá ngừ, sự tăng trưởng và tỷ lệ sống của cá ngừ con và nơi tìm thức ăn của cá ngừ trưởng thành. Vào thời điểm này, giá cá ngừ vằn tăng từ 2.280 USD và 2.300 USD/tấn, giá cá cỡ lớn hơn là 2.800 USD/tấn.

### Châu Mỹ
Mỹ là thị trường tiêu thụ cá ngừ vằn đóng hộp lớn nhất của Châu Á. Năm 2013, Mỹ nhập khẩu cá ngừ vằn đóng hộp đạt 225,5 nghìn tấn, trị giá gần 1,2 tỷ USD, chiếm 86% tổng số cá ngừ nhập khẩu. Năm 2013, hầu hết các mặt hàng cá ngừ tại thị trường Mỹ đều tăng giá, trong đó chỉ số giá cá ngừ vằn tăng mạnh nhất 112%.
Do ảnh hưởng của thị trường Thái Lan, giá cá ngừ vằn của Ecuador giảm xuống 400 USD/tấn Tuy vậy, Sản lượng đánh bắt cá ngừ vằn của Ecuador vẫn tăng mạnh. Nguyên nhân là do sản lượng đánh bắt cá ngừ vằn tại các vùng biển này tăng 22%, sản lượng đánh bắt cá ngừ vằn tăng khiến cho sản lượng khai thác cá ngừ vây vàng và mắt to giảm trong 9 tháng đầu năm. Khi đánh bắt cá ngừ vằn, phần lớn đội tàu của Ecuador sử dụng thiết bị gom cá (FADs) khiến cho một lượng đáng kể cá ngừ vây vàng và cá ngừ mặt to chưa trưởng thành bị đánh bắt không có chủ đích. Nó không hẳn là nguyên nhân khiến sản lượng khai thác cá ngừ vằn tăng cao và sản lượng khai thác cá ngừ vây vàng và mắt to giảm.

### Châu Âu
Cá ngừ tươi là một sản phẩm có giá trị cao tại các nước EU. Năm loại cá ngừ đang được bán chủ yếu tại thị trường này trong đó cá ngừ vằn (chiếm 57% sản lượng khai thác), tuy vậy, giá cá ngừ vằn thường có xu hướng giảm do sản lượng khai thác cá ngừ vằn vẫn ổn định trong 3 năm liên tục. Năm 2012, hơn 500 tấn cá ngừ vằn ở các containơ của Pháp được bán với giá 2.090 USD/tấn vì giá cá ngừ nguyên liệu đóng hộp tăng. Giá cá ngừ thế giới có ảnh hưởng đến Tây Ban Nha khi giá cá ngừ vằn giảm theo thị trường Bangkok. Giá cá ngừ vằn tại Tây Ban Nha giảm xuống còn 1.100 EUR/tấn, và có thể thấp hơn, so với các giao dịch cuối cùng ở mức 1.200 EUR/tấn vì có hàng tấn cá ngừ đang trên đường từ Đại Tây Dương tới Tây Ban Nha. Năm 2013, Giá cá ngừ vằn ở Tây Ban Nha ổn định ở 1.800 EUR/tấn.

### Nhật Bản
Năm 2012, Nhật Bản là một trong những nhà cung cấp cá ngừ vằn cho ngành cá ngừ đồ hộp Thái Lan và đã xuất khẩu 23.927 tấn cá ngừ vằn nguyên con đông lạnh, giảm 33% so với năm 2011 và giảm 50% so với 3 năm trước đây. Nhập khẩu từ Nhật Bản giảm cũng là một trong những nguyên nhân làm thu hẹp nguồn cung cá ngừ vằn nguyên liệu của Thái Lan, năm 2012 đạt 514.000 tấn, giảm 19% so với năm 2011. Năm 2012, tổng khối lượng xuất khẩu cá ngừ vằn nguyên con đông lạnh đạt 27.286 tấn, giảm 40% so với năm trước. Nhật Bản cung cấp khoảng 7 – 8% tổng nhu cầu cá ngừ nguyên liệu của Thái Lan trong năm 2012.
Nhu cầu cá ngừ vằn tăng mạnh ở Trung Quốc đang đe dọa hoạt động khai thác và tiêu thụ cá ngừ vằn của Nhật Bản. Lượng tiêu thụ thủy sản ở Trung Quốc hiện gấp 4 lần Nhật Bản và tốc độ tiêu thụ tăng hơn 10% mỗi năm. Ba năm trước đây, Trung Quốc đã gửi 11 tàu lưới vây (công suất 1.000 tấn) đến khu vực Vùng biển Trung và Tây Thái Bình Dương khiến các tàu khai thác của Nhật Bản không thể triển khai được các biện pháp quản lý nguồn lợi. Xu hướng lạm thác nguồn lợi cá ngừ của Trung Quốc đang ảnh hưởng xấu tới tiêu thụ cá ngừ vằn ở Nhật Bản. Lượng cập cảng cá ngừ vằn do các tàu câu tay của Nhật Bản khai thác năm 2012 đạt mức thấp kỷ lục với 30.100 tấn.

### Thái Lan
Giá cá ngừ vằn trên thế giới khá biến động, chẳng hạn như trong năm 2014, giá cá ngừ vằn liên tục trồi sụt. Sự tăng giá cá ngừ vằn dự kiến là chủ đề nóng tại hội nghị cá ngừ năm 2014. Tháng 4 năm 2013, giá cá ngừ vằn đạt 2.400 USD/tấn nhưng đã giảm xuống 1.150 USD/tấn trong tháng 5. Giá cá ngừ vằn giảm xuống mức thấp nhất. Trên thế giới, giá trị của cá ngừ vằn đã có sự bùng nổ mạnh mẽ từ năm 2000 tới năm 2012, thì giá cá ngừ vằn năm 2012 bằng 146% giá năm 1980. Trong tháng 4 năm 2014, giá cá ngừ vằn để vằn đóng hộp tại thị trường Bangkok, Thái Lan đang ở mức 1.150 USD/tấn, gần chạm đáy, giá sẽ dao động quanh mức này trong 2 tháng tới, sau đó sẽ dần dần tăng lên, nhưng một số khác lại cho rằng có khả năng giá giảm xuống thấp hơn. Việc Giá cá ngừ vằn giảm ảnh hưởng tới xuất khẩu cá ngừ của Thái Lan vì sản phẩm chủ lực là cá ngừ đóng hộp do đó xuất khẩu cá ngừ của Thái Lan thời gian gần đây chịu ảnh hưởng lớn bởi xu hướng giá cá ngừ vằn.
Sau đó, Giá cá ngừ vằn tại Băng Cốc Thái Lan đang bắt đầu ổn định trở lại, sau khi chạm đáy vào tháng 4. Cá ngừ vằn giao dịch trong tháng 4 có giá là 1.160 USD/tấn CNF sau khi nhiều khách hàng tạm dừng thu mua để chờ giá cá giảm xuống mức thấp nhất. Vào tháng 6, những người mua nhỏ đang phải trả 1.600 USD/tấn cá ngừ vằn tại chợ đấu giá ở Bangkok, Thái Lan. Giá cá ngừ vằn đang tăng nhanh trước lệnh cấm khai thác bằng thiết bị gom cá (FAD) tại khu vực Trung Tây Thái Bình Dương, bắt đầu từ tháng 7 và kéo dài cho tới tháng 9. Trước đó vào năm 2013, Cuối tháng 10 và đầu tháng 11, giá cá ngừ vằn nguyên con cỡ 1,8 – 3,4 kg tại Bangkok vào khoảng 1.700 – 1.720 USD/tấn. Và sau khi đạt mức giá cao nhất là 2.350 USD/tấn vào hồi tháng 4/2013, giá đã tiếp tục giảm xuống khoảng 27% so với mức giá cao nhất.

### Việt Nam
Việt Nam cũng là quốc gia khai khác và xuất khẩu cá ngừ vằn. Cá ngừ đại dương du nhập vào Việt Nam từ năm 1994. Loài cá được tập trung khai thác chính là cá ngừ vây vàng, cá ngừ mắt to, cá ngừ vằn với trữ lượng lên tới 600.000 tấn, trong đó cá ngừ vằn chiếm khoảng 50%, nhóm cá ngừ vây vàng và cá ngừ mắt to thu hoạch khoảng 50.000 tấn trong khi cá ngừ vằn chiếm trữ lượng lớn, khả năng khai thác cho phép tới 200.000 tấn/năm.
Việt Nam có hơn 50 doanh nghiệp chế biến cá ngừ đại dương, tập trung ở các tỉnh miền Trung, trong đó chỉ khoảng 10 doanh nghiệp chế biến cá ngừ vằn. Việt Nam bị áp tiêu chuẩn về xác định nguồn gốc, lý lịch con cá như vị trí đánh bắt, thời gian đánh bắt... Hiện các nước nhập khẩu cá ngừ, đặc biệt là cá ngừ vằn luôn yêu cầu người đánh bắt phải cung cấp lý lịch, nguồn gốc con cá, là rào cản lớn đối với các doanh nghiệp chế biến, xuất khẩu cá ngừ đại dương của Việt Nam.
Tuy nhiên, sản phẩm cá ngừ Việt Nam từng bị Tổ chức EII cảnh báo về việc không được sử dụng nguyên liệu cá ngừ vằn khai thác bằng phương pháp lưới cản. EII đã yêu cầu tất cả các doanh nghiệp chế biến, xuất khẩu cá ngừ Việt Nam phải có chứng nhận của cơ quan nhà nước đối với từng lô nguyên liệu cá ngừ vằn cập cảng. Có được chứng nhận này, các doanh nghiệp mới được xuất khẩu sản phẩm cá ngừ vào các thị trường như EU, Mỹ...

### Các nước khác
Tại Philippines, sản xuất cá ngừ vằn tăng 209 nghìn tấn trong năm 2013. Thương mại thủy sản của nước này cũng đạt mức tăng 4,3% về mặt sản lượng trong năm 2013, do lượng cá ngừ vây vàng và cá ngừ vằn cập cảng từ các tàu nước ngoài và địa phương cho các nhà máy sản xuất đồ hộp tăng. Ở Indonesia, cá ngừ vằn là loài duy nhất còn duy trì trong mức cho phép theo tổ chức MMAF, cá ngừ vằn được khai thác ở mức vừa phải. Giá cá ngừ vằn tại chợ ở Băngcôc, Thái Lan đạt trên 2.000 USD/tấn, có hợp đồng được thực hiện ở mức giá 2.080 USD/tấn. Trong hầu hết các hợp đồng hiện tại ở Băngcôc, giá cá ngừ vằn Tây Thái Bình Dương khoảng 2.050 USD/tấn.

## Ẩm thực
Trong ẩm thực Indonesia, cá ngừ vằn được biết đến như cakalang. Món ăn phổ biến nhất từ cá ngừ vằn là cakalang fufu từ Minahasa. Nó là một cá ngừ vằn được nướng kẹp trên khung tre. Cá ngừ vằn cũng là không thể thiếu các món ăn Maldives.

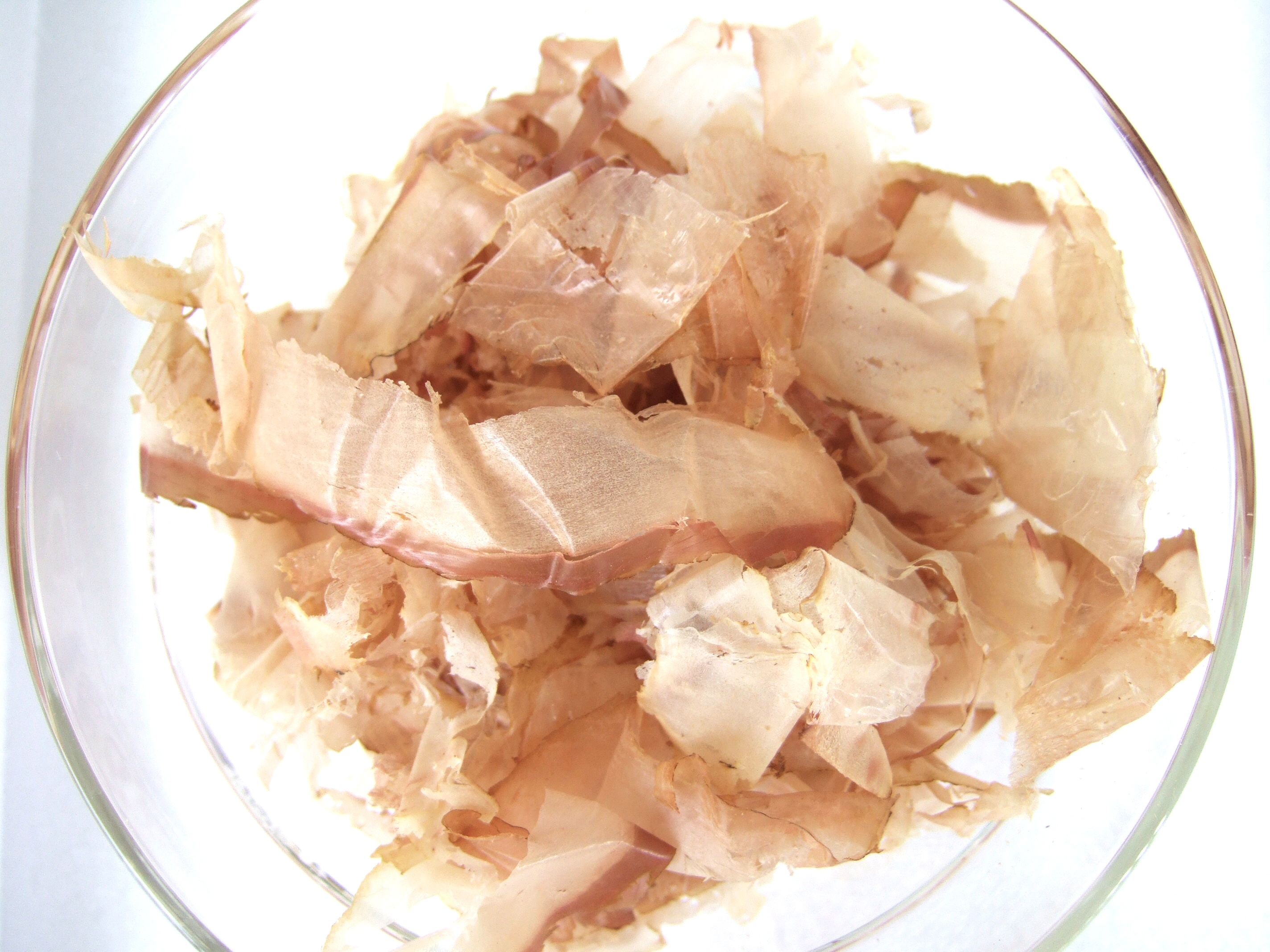
Katsuobushi từ trong một túi sản phẩm

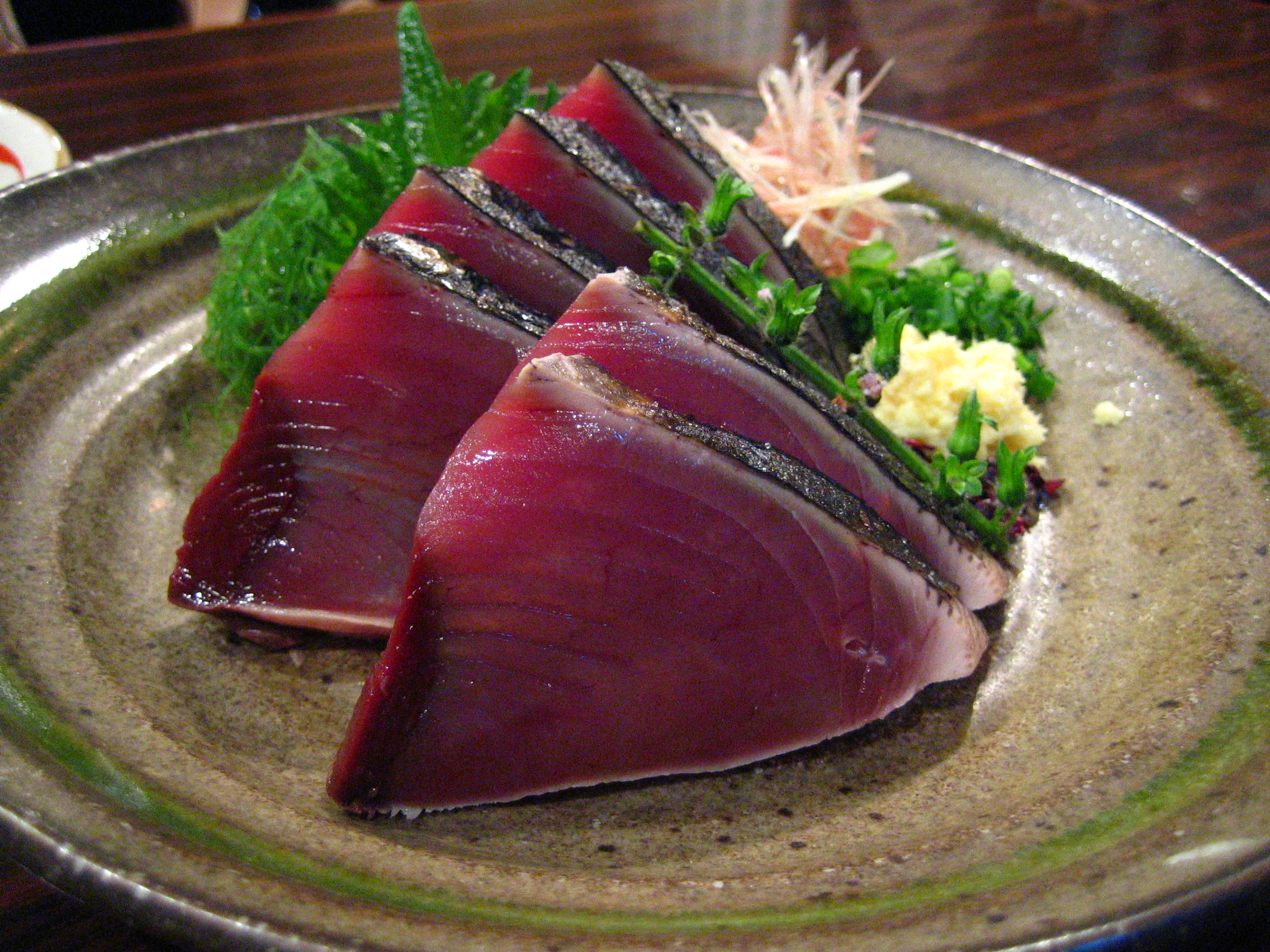
Những lát cá ngừ vằn

Cá ngừ vằn được sử dụng rộng rãi trong ẩm thực Nhật Bản, nơi mà nó được biết đến như Katsuo (鲣 hoặc かつお). Ngoài việc ăn chín cháy bằng các phương pháp hun khói, nướng (Katsuo Tataki, 鰹 の タタキ) và nguyên liệu trong món sushi (寿司 hoặc すし) và sashimi (刺身 hoặc さしみ), nó cũng được hun khói và sấy khô để làm katsuobushi (鲣 节 hoặc かつおぶし), thành phần quan trọng cốt lõi trong món dashi (出 汁 hoặc だし). Nó cũng là một thành phần quan trọng trong Katsuo shiokara (塩 辛 hoặc しおから). Cá bào của Nhật được làm từ cá ngừ vằn tên tiếng Nhật là bonito) xông khói, muối khô. Đây là đặc sản của vùng Vùng Shikoku.
Thịt cá ngừ cắt nhỏ trộn với hành lá cắt nhuyễn và nêm giấm gạo. (tỉnh Kōchi- ở các vùng khác, món này được nấu với lát cá ngừ vằn hơ lửa). Các lát cá ngừ bào Katsuobushi và tảo bẹ khô (kombu) là nguyên liệu chính cho nước dùng dashi, và nhiều loại sốt như sốt soba no tsukejiru. Cá ngừ sống được rút ruột và thái lát. Phần phi-lê cá được bỏ vào xửng và để lửa sôi nhẹ trong khoảng thời gian 1 giờ. Phần phi-lê được xông khói bằng gỗ sồi, sồi bộp cho đến khi miếng cá trở nên khô. Các phần cháy và phần dơ bẩn bên ngoài miếng thịt sẽ được cạo bỏ đi rồi phơi miếng cá dưới ánh nắng.
Tiếp theo, miếng cá sẽ được phun xịt vi nấm Aspergillus glaucus và được để trong phòng kín để lên mốc. Các miếng katsuobushi lớn sẽ được cất giữ, khi cần mới lấy ra bào bằng một dụng cụ gọi là katsuobushi kezuriki. Trong quá trình lên mốc, mốc sẽ liên tục được cạo bỏ đi cho đến khi mốc ngừng phát triển. Cá sẽ trở nên cứng và khô như thanh gỗ. Lúc này, nó chỉ còn nặng ít hơn 20% trọng lượng ban đầu, và được gọi là karebushi (枯節) hay honkarebushi (本枯節).
Tuy nhiên trong cá ngừ vằn lại có một tỷ lệ nhất định thủy ngân gây ô nhiễm. Phụ nữ mang thai được khuyến cáo là không nên ăn với số lượng lớn. Ngoài ra, gan cá ngừ vằn của đã được thử nghiệm trên toàn cầu cho kết quả là nhiễm tributyltin. TBT là một hợp chất hữu cơ có đưa vào hệ sinh thái biển thông qua sơn chống gỉ được sử dụng trên thân tàu, và đã được xác định là rất độc hại. Khoảng 90% cá ngừ vằn dương tính với ô nhiễm, đặc biệt là ở Đông Nam Á, nơi mà các quy định sử dụng TBT ít nghiêm ngặt hơn ở châu Âu hoặc Mỹ.